# Verbovi
Verbovi (del ruso: Вербовый) es un selo del raión de Gulkévichi del krai de Krasnodar, en el sur de Rusia. Está situado a orillas del río Zelenchuk Treti, 21 km al suroeste de Gulkévichi y 120 km al este de Krasnodar, la capital del krai.  Tenía 227 habitantes en 2010.
Pertenece al municipio Nikolenskoye.